# Thiaucourt-Regniéville
Thiaucourt-Regniéville település Franciaországban, Meurthe-et-Moselle megyében. Lakosainak száma 1120 fő (2022. január 1.). Thiaucourt-Regniéville Bouillonville, Euvezin, Fey-en-Haye, Jaulny, Limey-Remenauville, Viéville-en-Haye, Vilcey-sur-Trey, Xammes és Beney-en-Woëvre községekkel határos.

## Népesség
A település népessége az elmúlt években az alábbi módon változott:
| Lakosok száma | 1093 | 1106 | 1054 | 1180 | 1260 | 1174 | 1132 | 1110 | 1113 | 1120 |
|               | 1968 | 1982 | 1990 | 2006 | 2013 | 2015 | 2017 | 2019 | 2020 | 2022 |